# Chocoladetaart

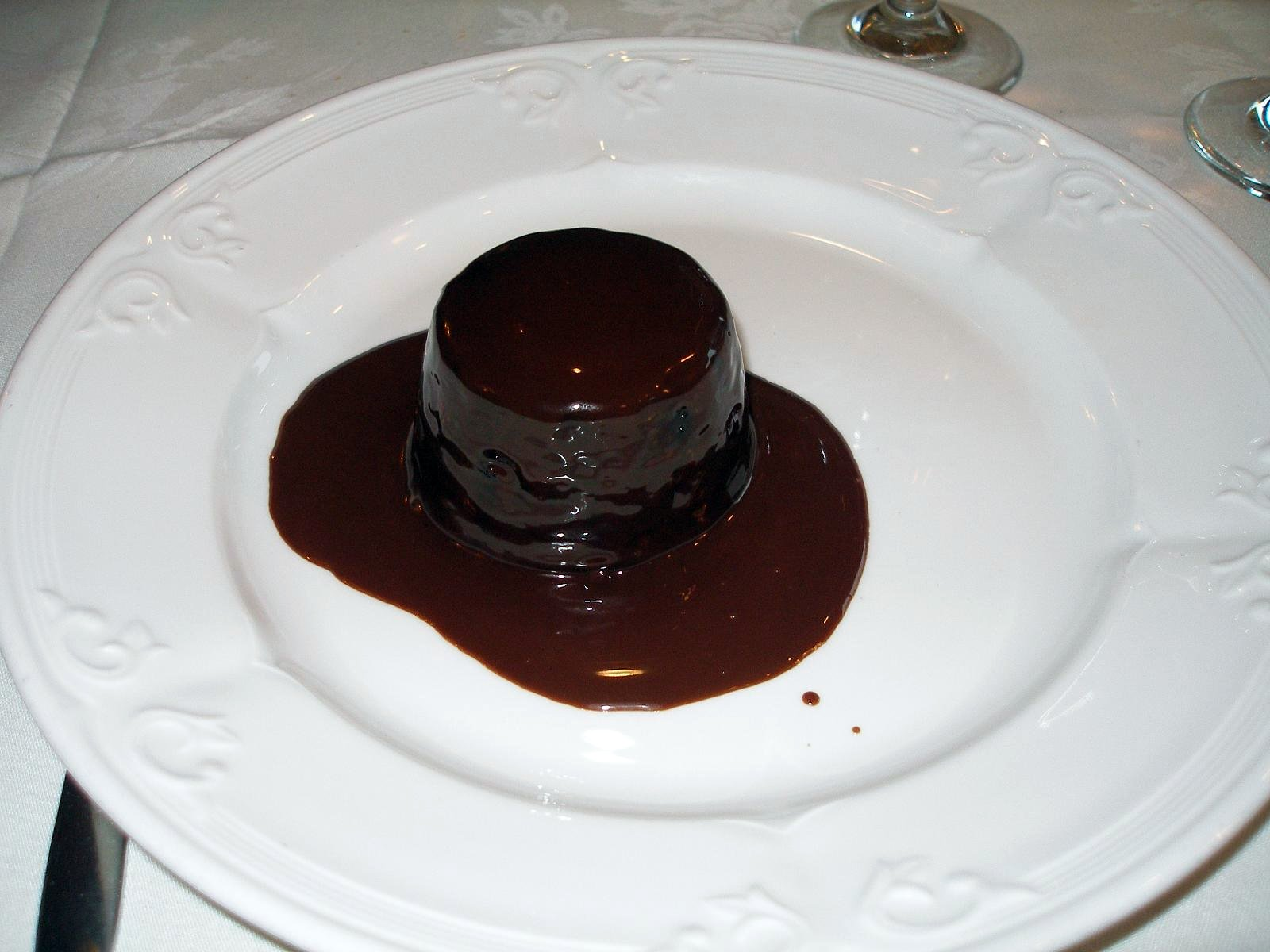
Chocoladetaart

Chocoladetaart is een taart die zich kenmerkt door het feit dat hij gesmolten chocolade of cacaopoeder bevat. Op grond van dit basisrecept zijn zeer veel varianten mogelijk.
De geschiedenis van de chocoladetaart gaat terug tot 1764, toen de Amerikanen James Baker en John Hennon chocolade begonnen te maken van cacaobonen. In 1828 ontwikkelde Coenraad van Houten bovendien een extractiemethode om het vet van de bonen te scheiden. Hierdoor was chocolade niet langer uitsluitend een luxegoed. Tot 1900 werd chocolade als ingrediënt echter eigenlijk alleen gebruikt voor drankjes. Het was de Duff Company in Pittsburgh die in de jaren dertig begon met het maken van chocoladetaart, maar de productie hiervan kwam tijdelijk stil te liggen als gevolg van de Tweede Wereldoorlog.

## Soorten
- Sachertorte (uit Wenen)
- Chocolate cheesecake (Amerika)
- Schwarzwalder Kirschtorte (uit Duitsland)
- Chocolade lavacake
- Chocoladetaart zonder bloem (Engeland)

... en vele andere.